# 杉作
杉作（すぎさく、1966年3月6日 - ）は、日本の漫画家。新潟県新潟市（旧亀田町）出身。『猫なんかよんでもこない。』は2015年にテレビアニメ化され、2016年には実写映画が公開された。
新潟県の工業高校を卒業後、プロボクサーを目指して上京。しかし網膜剥離により引退を余儀なくされる。引退後は花屋やアニメ制作会社等への勤務を経て、同居していた兄が結婚に伴い新潟へ帰ることをきっかけに漫画を描き始め、プロデビューした。
兄は『キック・ザ・ちゅう』（原作：なかいま強）の作画担当だった、漫画家の杉崎守。

## 作品リスト

### 漫画
- クロ號（講談社・モーニング）
  - 新装版 クロ號（講談社）
- 犬ロッキー（講談社・モーニングマグナム増刊＋イブニング）
- コクロ（講談社・MiChao!）
- 日々是犬猫かぞく〜でんぢらう日記〜（リイド社・コミック乱）
  - でんぢらう日記 完全版（朝日新聞出版）
- 新週刊マンガ日本史 22号 千利休（朝日新聞出版）
  - 週刊マンガ日本史 改訂版 44号（朝日新聞出版）
- 猫なんかよんでもこない。（実業之日本社・描き下ろし＋電子雑誌ねこきゅん!!）
- 猫が背筋を伸ばすとき（幻冬舎・Webマガジン幻冬舎）
- ボクと教授の20年（ホーム社・ぷら＠ほ～む）
- かあちゃんといっしょ（講談社・イブニング）
- にゃんからにゃんこ（小学館・ビッグコミックオリジナル増刊）
- クロ猫マンガ誕生物語（芳文社・本当にあった(生)ここだけの話）
- 猫には猫の理由がある。（KADOKAWA・ComicWalker）
- メチャイロちいき猫やってます!（大都社・ねことも）
- うちの猫を100倍幸せにする方法 ほのぼの猫暮らしマンガと獣医さんが教える最新猫医学（猫医学解説:東山哲、河出書房新社・描き下ろし）
- おやじ弁当（ポプラ社・WEB asta*）
- トラ猫とタバコ屋のばあちゃん（幻冬舎・幻冬舎plus）
- にゃん組長（日本文芸社・週刊漫画ゴラク）
- ねことマスター 〜幸せをよぶ看板猫〜（実業之日本社・COMICリュエル）
- ネコと颯太と朝ごはん（幻冬舎コミックス・月刊バーズ）
- ヒゲ猫のお宿（日本文芸社・週刊漫画ゴラク）
- ごはん、まだですか？（幻冬舎コミックス・たそがれ食堂）
- 猫とヤモメ（日本文芸社・週刊漫画ゴラク）
- 漁港の肉子ちゃん（原作：西加奈子、幻冬舎コミックス・comicブースト）
- ボクとおば〜のフシギな話（原作：ヤースー、コミックボーダー[2]）

### 絵本
- ひとりの夜に（幻冬舎コミックス）

### 挿絵
- 怪盗道化師（著：はやみねかおる、講談社・青い鳥文庫）